# Lloyd Ingraham
Pour les articles homonymes, voir Ingraham.
Lloyd Ingraham est un acteur, réalisateur et scénariste américain né le 30 novembre 1874 à Rochelle, en Illinois (États-Unis), mort le 4 avril 1956 à Los Angeles, (États-Unis).

## Filmographie

### comme acteur

#### Années 1910
- 1912 : On the Border Line : Le Docteur
- 1912 : Betty's Bandit de Henry Otto : Rancher Cole
- 1913 : Broncho Billy's Capture
- 1913 : Broncho Billy's Strategy
- 1913 : Broncho Billy and the Western Girls : Mr. Courney
- 1913 : A Western Sister's Devotion : Shérif Hardley
- 1913 : Broncho Billy Reforms : le magasinier
- 1913 : The Broken Parole
- 1913 : Why Broncho Billy Left Bear Country : Vieil homme Rivers
- 1913 : Broncho Billy's Elopement : Le Ministre
- 1913 : The Three Gamblers
- 1914 : Snakeville's New Doctor : Agent
- 1914 : Broncho Billy Guardian
- 1914 : The Honeymooners
- 1914 : The Awakening
- 1914 : Swede Larson
- 1914 : A Law Unto Himself
- 1914 : Be Neutral de Francis Ford
- 1914 : The Padrone's Ward
- 1914 : Love and Water
- 1915 : The Spanish Jade : Sebastian
- 1915 : For the Honor of Bettina
- 1916 : Intolérance (Intolerance: Love's Struggle Throughout the Ages) de D. W. Griffith : juge à la Cour (histoire moderne)
- 1919 : The Mother and the Law : le juge

#### Années 1920
- 1922 : A Front Page Story de Jess Robbins : Gorham
- 1923 : Scaramouche de Rex Ingram : Quintin de Kercadiou
- 1924 : The Galloping Fish
- 1924 : The Chorus Lady : Patrick O'Brien
- 1929 : Rainbow Man : Colonel Lane
- 1929 : Mister Antonio : Rôle mineur
- 1929 : The Talkies
- 1929 : La Combine (Night Parade) de Malcolm St. Clair : Tom Murray
- 1929 : Don't Get Excited
- 1929 : Amour vainqueur (The Rainbow Man) de Fred C. Newmeyer
- 1929 : So Long Letty de Lloyd Bacon : Juge
- 1929 : Indomptée (Untamed) de Jack Conway : Henry Dowling dit Hank

#### Années 1930
- 1930 : Wide Open : Docteur
- 1930 : Le Désir de chaque femme (A Lady to Love) de Victor Sjöström: père McKee
- 1930 : Montana Moon de Malcolm St. Clair : Mr. John Prescott
- 1930 : Mammy de Michael Curtiz : shérif
- 1930 : Back Pay : employé de l'hôtel
- 1930 : Terre commune (Common Clay) de Victor Fleming
- 1930 : Le Dernier des Duane (The Last of the Duanes) d'Alfred L. Werker : Mr. Garrett
- 1930 : The Spoilers d'Edwin Carewe : juge Stillman
- 1931 : The Naughty Flirt : juge Drake
- 1931 : The Great Meadow : rôle mineur
- 1931 : Never the Twain Shall Meet : Mr. Muckridge, propriétaire de l'île
- 1931 : The Lady Who Dared de William Beaudine : Farrell
- 1931 : The Phantom of Paris : gardien de prison
- 1931 : Fast and Furious de Charles Lamont
- 1931 : Orages (A House Divided) de William Wyler : Docteur
- 1931 : Hollywood, ciudad de ensueno
- 1932 : Merrily Yours : Mr. Dean
- 1932 : Get That Girl : John, le jardinier
- 1932 : Texas Gun Fighter : Banty
- 1932 : Sinister Hands : John Frazer
- 1932 : State's Attorney (en)  de George Archainbaud : médecin légiste de la police
- 1932 : Beauty Parlor de Richard Thorpe : District Attorney
- 1932 : The Widow in Scarlet : Bradley
- 1932 : Cornered : Juge
- 1932 : Hypnose (Thirteen Women) de George Archainbaud : Inspecteur
- 1932 : The Crusader : Alton
- 1932 : Slightly Married de Richard Thorpe : Juge
- 1932 : Madison Sq. Garden
- 1932 : Midnight Warning : Adolph Klein
- 1932 : Officer Thirteen : Juge Dane
- 1933 : Drum Taps : Bill Carey, grand-père d'Eileen Carey
- 1933 : Revenge at Monte Carlo
- 1933 : Blondie Johnson de Ray Enright : juge
- 1933 : Silent Men (en) de D. Ross Lederman : shérif Vic Green
- 1933 : The World Gone Mad (en) de Christy Cabanne : Baird
- 1933 : Song of the Eagle (en) de Ralph Murphy : Capitaine de Police
- 1933 : I Love That Man : Ace
- 1933 : Mary Stevens, M.D. de Lloyd Bacon : le capitaine du Bellocona (non crédité)
- 1934 : Sixteen Fathoms Deep : Capitaine Athos
- 1934 : The Gold Ghost : George, le père de Wally
- 1934 : The Lost Jungle : Capitaine Bannister [Ch.1]
- 1934 : I'll Tell the World : Officier de l'Armée
- 1934 : Fighting to Live : juge Simmons
- 1934 : In Love with Life : Forbes
- 1934 : The Lost Jungle : Capitaine
- 1934 : Notre pain quotidien (Our Daily Bread), de King Vidor  : Oncle Anthony
- 1934 : Peck's Bad Boy de Edward F. Cline
- 1934 : Un rude cow-boy (The Dude Ranger) d'Edward F. Cline : avocat John Beckett
- 1934 : The Curtain Falls (en)
- 1934 : The World Accuses : le juge
- 1934 : Sons of Steel : dessinateur
- 1934 : Sing Sing Nights : gardien de prison
- 1935 : Northern Frontier de Sam Newfield : Professeur Baldwin
- 1935 : One More Spring de Henry King : rôle indéterminé
- 1935 : Rainbow Valley de Robert N. Bradbury : Warden Powell
- 1935 : Circumstantial Evidence : Juge Robertson
- 1935 : On Probation : Horne
- 1935 : The Cowboy Millionaire d'Edward F. Cline : Ben Barclay
- 1935 : The Ghost Rider : Rufe Rascomb
- 1935 : Social Error : le locataire
- 1935 : Gun Smoke (en) : Eli Parker
- 1935 : The Hoosier Schoolmaster (en) de Lewis D. Collins : un citadin
- 1935 : The Headline Woman (en) de William Nigh : coroner
- 1935 : Branded a Coward : Joe Carson
- 1935 : Sundown Saunders (en) : Docteur
- 1935 : Les Loups du désert (Westward Ho) de Robert N. Bradbury : un fonctionnaire
- 1935 : Thunder Mountain (en) de David Howard : mineur dissident au bar
- 1935 : The Rider of the Law (en) : Colonel Carver
- 1935 : Between Men (en) de Robert N. Bradbury : Sir George
- 1935 : Ship Cafe (en) de Robert Florey :  Capitaine
- 1935 : Never Too Late (en) de Bernard B. Ray : chef des détectives Winter
- 1935 : Trigger Tom : shérif Pop Slater
- 1935 : Trail of Terror (en) de Robert N. Bradbury : gardien
- 1936 : Frontier Justice : Docteur Close
- 1936 : Les Temps modernes (Modern Times) de Charlie Chaplin : patron du café
- 1936 : Soupe au lait (The Milky Way) de Leo McCarey : client chez le barbier
- 1936 : The Lawless Nineties de Joseph Kane : Tom (intercepteur du télégraphe)
- 1936 : Bridge of Sighs : juge de première instance
- 1936 : L'Or maudit (Sutter's Gold) de James Cruze : homme du Comité de San Francisco
- 1936 : Red River Valley (en) de B. Reeves Eason : propriétaire du ranch
- 1936 : Love on a Bet : Bertram, chauffeur en retard au dîner
- 1936 : Captain Calamity : Jim
- 1936 : Rogue of the Range : Docteur
- 1936 : Burning Gold (en) de Sam Newfield : Calico
- 1936 : La Chevauchée solitaire (The Lonely Trail) de Joseph Kane : Tucker, le comptable
- 1936 : Hearts in Bondage (en) de Lew Ayres : chronométreur
- 1936 : Too Much Beef : Dynamite Murray
- 1936 : L'Homme nu (Love on a Bet) de Leigh Jason
- 1936 : Everyman's Law : Jim Morgan
- 1936 : La Ville fantôme (Winds of the Wasteland) de Mack V. Wright : homme indiquant la scène à Barbara
- 1936 : Go-get-'em Haines : capitaine Ward
- 1936 : The Border Patrolman de David Howard : homme à la piscine
- 1936 : Carolyn veut divorcer : voisin dans les escaliers
- 1936 : Prison Shadows : le gardien
- 1936 : Ghost Patrol : professeur Jonathan Brent
- 1936 : Zorro l'indomptable (The Vigilantes Are Coming) : John Colton
- 1936 : Missing Girls (en) de Phil Rosen : le juge
- 1936 : Under Cover Man : Juge Forbes
- 1936 : Timber War : Terry O'Leary
- 1936 : Conflict : Adams, éditeur du quotidien
- 1936 : Ten Laps to Go :'Hard-of-Hearing Mechanic
- 1936 : Empty Saddles de Lesley Selander : Lem Jessup, alias Jim Grant
- 1936 : Stormy Trails : Dad Curlew
- 1937 : Race Suicide : Dr J.M. Randall
- 1937 : Battle of Greed : Virginie
- 1937 : The Gambling Terror : Pa Nestor
- 1937 : Park Avenue Logger de David Howard : Mike Curran
- 1937 : Lightnin' Crandall : juge
- 1937 : Oh Doctor : Dr Bower
- 1937 : Capitaines courageux (Captains Courageous) de Victor Fleming : Skipper du bateau
- 1937 : Gun Lords of Stirrup Basin : Docteur
- 1937 : Riders of the Dawn de Robert N. Bradbury : Moran
- 1937 : Le Caïd (The Big Shot)
- 1937 : Blonde Trouble (en) de George Archainbaud : l'homme furieux
- 1937 : Tramp Trouble
- 1937 : Stars Over Arizona : gouverneur Cole
- 1937 : Roll Along, Cowboy : Wilson (banquier)
- 1937 : Rhythm Wranglers : propriétaire du Ranch Bar-X
- 1938 : The Feud Maker : Hank Younger
- 1938 : A Buckaroo Broadcast : propriétaire du Ranch
- 1938 : Mariage incognito (Vivacious Lady) de George Stevens : Mr. Noble, membre du comité de bibliothèque
- 1938 : Gun Law : Pop Perkins
- 1938 : Songs and Saddles (en) : juge Harrison
- 1938 : Reformatory : Docteur Blakely
- 1938 : Échappé de prison (Prison Break) d'Arthur Lubin : membre du Conseil de libération conditionnelle
- 1938 : The Gladiator : membre du Conseil
- 1938 : Painted Desert : Charles M. Banning
- 1938 : Man from Music Mountain (en) de Joseph Kane : George Harmon
- 1938 : Le Retour de Billy the Kid (Billy the Kid Returns) de Joseph Kane
- 1938 : Western Welcome
- 1938 : La Pauvre Millionnaire (There Goes My Heart) de Norman Z. McLeod : banquier
- 1938 : Crime Takes a Holiday : juge
- 1938 : Tempête (The Storm) de Harold Young : vieil homme
- 1938 : Gun Packer de Wallace Fox : chef E. B. Holmes
- 1938 : Swing, Sister, Swing
- 1938 : Prairie Papas
- 1938 : Shine On, Harvest Moon : Doc' Brady
- 1939 : Dog-Gone : Dr Daniels
- 1939 : Water Rustlers : juge
- 1939 : Le Cirque en folie ou Sans peur et sans reproche  (You Can’t Cheat an Honest Man) de George Marshall : maire
- 1939 : I Was a Convict
- 1939 : Home Boner
- 1939 : Elle et lui (Love Affair) de Leo McCarey : Docteur
- 1939 : Trouble in Sundown (en) de David Howard : juge David Bennett
- 1939 : The Flying Irishman : médecin assistant Mme Corrigan
- 1939 : East Side of Heaven
- 1939 : Code of the Streets : homme au laboratoire d'analyses balistiques
- 1939 : Street of Missing Men : médecin urgentiste à l'hôpital
- 1939 : The Singing Cowgirl : Dr Slocum
- 1939 : S.O.S. Tidal Wave
- 1939 : J'ai volé un million (I Stole a Million) de Frank Tuttle : homme sympathique
- 1939 : In Name Only : technicien des ascenseurs à l'hôpital
- 1939 : Dick Tracy's G-Men (en) : juge Stoddard [Ch. 1]
- 1939 : The Day the Bookies Wept : homme aux lunettes
- 1939 : Oklahoma Frontier : juge Harris
- 1939 : Monsieur Smith au sénat (Mr. Smith Goes to Washington) de Frank Capra : commissaire
- 1939 : Les Fantastiques Années 20 (The Roaring Twenties) de Raoul Walsh
- 1939 : Truth Aches
- 1939 : Reno
- 1939 : The Marshal of Mesa City : maire Sam Bentley
- 1939 : Femme ou Démon (Destry Rides Again) de George Marshall : Turner, l'agent express

#### Années 1940
- 1940 : Le Fantôme du cirque (The Shadow) de James W. Horne : le juge [Ch. 1]
- 1940 : Legion of the Lawless
- 1940 : Mon petit poussin chéri (My Little Chickadee) de Edward F. Cline
- 1940 : Forgotten Girls de Phil Rosen : juge
- 1940 : L'Escadron noir (Dark Command) de Raoul Walsh : citadin
- 1940 : Enemy Agent (en) de Lew Landers : barbier
- 1940 : Twenty Mule Team de Richard Thorpe : un actionnaire
- 1940 : Bad Man from Red Butte (en) de Ray Taylor : Turner
- 1940 : Prairie Law : Hank
- 1940 : Adventures of Red Ryder : shérif Luke Andrews [Ch. 1]
- 1940 : Son of Roaring Dan : juge
- 1940 : The Ranger and the Lady : docteur Corbin
- 1940 : Double chance (Lucky Partners) de Lewis Milestone : patron du journal Pocomo
- 1940 : When the Daltons Rode de George Marshall : second ingénieur ferroviaire
- 1940 : Colorado (en) de Joseph Kane : Henry Sanford
- 1940 : Triple Justice (en) de David Howard : Sam, le père de Susan
- 1940 : The Green Archer : Worthington, l'attorney [Ch. 1]
- 1940 : Wagon Train (en) d'Edward Killy : maire de  Pecos
- 1940 : Dulcy de S. Sylvan Simon : homme d'affaires
- 1940 : Melody Ranch (en) de Joseph Santley : Ed, barman
- 1940 : Pony Post : docteur Nesbet
- 1940 : Sur la piste des vigilants (Trail of the Vigilantes) d'Allan Dwan : Rancher
- 1940 : Pride of the Bowery : Camp Doctor
- 1940 : Souls in Pawn : Dr Ingram
- 1941 : Prairie Spooners : Pop
- 1941 : Son patron et son matelot (A Girl, a Guy, and a Gob) : Announcer of piano winner
- 1941 : Redskins and Redheads
- 1941 : Robbers of the Range (en) d'Edward Killy : Rancher Williams
- 1941 : Le Fantôme invisible (Invisible Ghost) : le psychiatre
- 1941 : Paper Bullets : 1er juge
- 1941 : Cyclone on Horseback : Valley City Doctor
- 1941 : The Musical Bandit
- 1941 : Bad Man of Deadwood : Printer Harry
- 1941 : Outlaws of Cherokee Trail : Homme assassiné
- 1941 : Unexpected Uncle : Tuba Player in Johnny's Band
- 1941 : Jesse James at Bay : Card Player
- 1941 : Dude Cowboy (en) de David Howard : Pop Stebbins
- 1942 : Pendu à l'aube (en) (Today I Hang) d'Oliver Drake : Juge
- 1942 : La Vallée du soleil (Valley of the Sun) de George Marshall : homme dans la rue
- 1942 : Le Garde de la diligence (en) (Stagecoach Buckaroo) de Ray Taylor  : Ezra Simpson
- 1942 : Les Écumeurs (The Spoilers) : Kelly
- 1942 : The Phantom Plainsmen : Docteur
- 1942 : Thundering Hoofs : Telegrapher #2
- 1942 : Timber (en) de Christy Cabanne
- 1942 : La Cicatrice (The Silver Bullet) de Joseph H. Lewis : Coroner
- 1942 : Mexican Spitfire's Elephant : Stage Doorman at the Villa Luigi
- 1942 : Bandit Ranger : Doc
- 1942 : Highways by Night (en) de Peter Godfrey : Timekeeper
- 1942 : Strictly in the Groove : McClelland
- 1942 : Robin des Bois cow-boy (Red River Robin Hood) de Lesley Selander : Rancher
- 1942 : Boss of Big Town : Insp. Torrence
- 1942 : Tennessee Johnson de William Dieterle : Vice President at end
- 1943 : Murder in Times Square de Lew Landers : Piéton
- 1943 : Vivre libre (This Land Is Mine) : Homme au journal dans la rue
- 1943 : Bombardier de Richard Wallace : Colonel
- 1943 : The Avenging Rider (en) de Sam Nelson : Poker Player
- 1943 : Sarong Girl : Juge
- 1943 : Pile ou Face (Mr. Lucky) de H. C. Potter : chauffeur de Dorothy
- 1943 : First Comes Courage : Vieux Norvégien
- 1943 : Petticoat Larceny : Pier Passerby
- 1943 : The Seventh Victim : La Sagesse Watchman
- 1943 : So This Is Washington : Inventor with Parachute
- 1943 : Blazing Guns (en) de Robert Emmett Tansey : Governon Bryden
- 1943 : Mystery of the 13th Guest : grand-père Morgan
- 1944 : Love Your Landlord
- 1944 : Partners of the Trail : Dr Applegate
- 1944 : Hot Rhythm : First Music Store Proprietor
- 1944 : Range Law (en) de Lambert Hillyer : Juge Cal Bowen
- 1944 : The Desert Hawk (en)
- 1944 : West of the Rio Grande : Trooper Meade
- 1944 : Le Joyeux Trio Monahan (The Merry Monahans) de Charles Lamont : Juge
- 1944 : Heavenly Days : Sénateur
- 1945 : The Man Who Walked Alone de Christy Cabanne : Ryan
- 1945 : Soudan (Sudan) : Vieil homme
- 1945 : La Cinquième chaise (It's in the Bag!) : Frederick F. Trumble
- 1945 : L'esprit fait du swing (That's the Spirit) : invité
- 1945 : Springtime in Texas : Dan Larkin
- 1945 : Phantoms, Inc. : High school principal
- 1945 : Dangerous Intruder : Attorney Lloyd S. Clark
- 1945 : Lawless Empire (en) : Mr. Murphy
- 1945 : Frontier Feud : Townsman Si
- 1945 : La Taverne du cheval rouge (Frontier Gal), de Charles Lamont : Dealer
- 1946 : The Caravan Trail : Deputy Sully
- 1946 : Le Retour à l'amour (Lover Come Back) de William A. Seiter : Partner
- 1946 : Gunman's Code : Townsman
- 1946 : Sister Kenny : Fermier
- 1947 : Time Out of Mind : Retired Sea Captain
- 1947 : La Belle Esclave (Slave Girl) : Opener of the Chest
- 1948 : West of Sonora (it) de Ray Nazarro : Old Townsman
- 1949 : The Doolins of Oklahoma de Gordon Douglas : Marshal Nix

#### Années 1950
- 1950 : The Savage Horde : Sam Jeffries

### comme réalisateur

#### Années 1910
- 1913 : The Dance at Eagle Pass
- 1913 : The Edge of Things
- 1913 : The Sheriff of Cochise
- 1913 : The Episode at Cloudy Canyon
- 1913 : Bonnie of the Hills
- 1913 : The Broken Parole
- 1913 : The Belle of Siskiyou
- 1913 : Love and the Law
- 1913 : A Borrowed Identiy
- 1913 : The Kid Sheriff
- 1913 : The Rustler's Step-Daughter
- 1913 : The Cowboy Samaritan
- 1913 : The Naming of the Rawhide Queen
- 1913 : A Romance of the Hills
- 1913 : The Trail of the Snake Band
- 1914 : Through Trackless Sands
- 1914 : The Hills of Peace
- 1914 : The Story of the Old Gun
- 1914 : A Night on the Road
- 1914 : The Arm of Vengeance
- 1914 : The Atonement
- 1914 : Aurora of the North
- 1914 : The Fox (court, 1914)
- 1914 : The Barnstormers
- 1914 : This Is the Life
- 1914 : The Padrone's Ward
- 1915 : The Emerald Brooch
- 1915 : The Grim Messenger
- 1915 : Courage
- 1915 : The House of Bentley
- 1915 : The Hired Girl
- 1915 : At the Postern Gate
- 1915 : The Fox Woman
- 1915 : The Sable Lorcha
- 1916 : The Missing Links
- 1916 : Hoodoo Ann
- 1916 : A Child of the Paris Streets
- 1916 : Casey at the Bat'
- 1916 : Stranded
- 1916 : The Little Liar
- 1916 : American Aristocracy
- 1916 : The Children Pay
- 1917 : Nina, the Flower Girl
- 1917 : An Old Fashioned Young Man
- 1917 : La Fille du fugitif (Her Country's Call)
- 1917 : Rayon d'or (Charity Castle)
- 1917 : Peggy Leads the Way
- 1917 : Miss Jackie of the Army
- 1918 : Rosemary Climbs the Heights
- 1918 : Molly Go Get 'Em
- 1918 : Jilted Janet
- 1918 : Ann's Finish
- 1918 : The Primitive Woman
- 1918 : The Square Deal
- 1918 : Impossible Susan
- 1918 : Pour les beaux yeux de Mary (The Eyes of Julia Deep)
- 1918 : Wives and Other Wives
- 1919 : The Amazing Impostor
- 1919 : The Intrusion of Isabel
- 1919 : Man's Desire
- 1919 : The House of Intrigue

#### Années 1920
- 1920 : Old Dad
- 1920 : What's Your Husband Doing?
- 1920 : Teddy médecin (Mary's Ankle)
- 1920 : Let's Be Fashionable
- 1920 : The Jailbird
- 1920 : Twin Beds
- 1921 : Une bonne fortune (The Girl in the Taxi)
- 1921 : Keeping Up with Lizzie
- 1921 : Lavender and Old Lace
- 1921 : My Lady Friends
- 1921 : Marry the Poor Girl
- 1922 : At the Sign of the Jack O'Lantern
- 1922 : Second Hand Rose
- 1922 : The Veiled Woman
- 1922 : The Danger Point
- 1923 : Le Roi de l'air (Going Up)
- 191924 : No More Women (en)
- 1924 : The Beauty Prize
- 1924 : The Lightning Rider
- 1924 : The Wise Virgin
- 1924 : Biff Bang Buddy
- 1925 : Soft Shoes
- 1925 : Midnight Molly
- 1926 : Come on Charlie
- 1926 : Hearts and Fists
- 1926 : The Nutcracker
- 1926 : Oh, What a Night!
- 1927 : Don Mike
- 1927 : Silver Comes Through
- 1927 : Arizona Nights
- 1927 : L'Insurgé (Jesse James)
- 1928 : Sur les pistes du Sud (Pioneer Scout)
- 1928 : The Sunset Legion
- 1928 : Amour d'indienne (Kit Carson)

#### Années 1930
- 1930 : Take the Heir

### comme scénariste
- 1922 : At the Sign of the Jack O'Lantern
- 1927 : Don Mike